# Темерник
Теме́рник — равнинная река в Ростовской области, правый приток Дона.
Длина реки — 33 км, из них 18 км по территории Ростова-на-Дону. Площадь водосборного бассейна — 293 км². Средний уклон реки 2,3 %, ширина русла в среднем до 10 м, глубина — 0,3-0,8 м.
По реке была названа Темерницкая таможня, с которой связано начало истории Ростова-на-Дону.

## Течение
Темерник берёт начало на территории Мясниковского района к северу от села Большие Салы в балке Старый Колодец. В верховьях пересыхает. От истока течёт на юг до ростовского микрорайона Северный.
Около него принимает слева Темерник (Камышеваху) и поворачивает на юго-запад.
В районе ботанического сада река снова запружена и отсюда течёт в юго-восточном направлении по территории промзон, параллельно ей проходит железная дорога. Начиная с Привокзальной площади, поток «закован» в бетон, причём воды там хватает только на узкий ручеёк. В таком виде Темерник впадает в Дон. В устье Темерника в 2011 году построен новый мост через Дон.

### Камышеваха
На территории города в Темерник впадает несколько ручьев. Самый большой — Камышеваха, образующий несколько запруд перед впадением в Темерник на территории Северного жилого массива. Также на Камышевахе есть пруд, получившей название Ростовское море.
Далее приток делает изгиб к югу, огибая возвышенность, на которой расположен Северный жилой массив. На этом участке сооружён каскад прудов со специальными плотинами, пересекающими реку в юго-восточном (между мостами ул. Волкова и пр. Космонавтов) и юго-западном (по дамбе проходит ул. Бодрая, переходящая в ул. Борко) направлениях. Общее название этого каскада прудов — Северное водохранилище. Оно разделено плотинами на Верхнее и Нижнее.
Оба водохранилища имеют приток от крупных родников, собирающих воду с возвышенности на правом берегу. Первый родник вливается перед поворотом к югу из-под холма, на котором расположена церковь Сурб-Хач. Далее по берегу устроена зона отдыха с аквапарком. Второй родник вливается перед мостом пр. Космонавтов. В этом месте в центре водохранилища бьёт искусственный фонтан с подсветкой. Следом за мостом на правом берегу расположен парк с пляжем. На левом берегу в 2000-е годы построен новый жилой микрорайон Северная Венеция.
Берега водохранилищ, поросшие тростником, чётко определены, хотя глубина незначительна. В некоторые годы устраивают просушку водохранилищ, тогда остаётся лишь тоненький ручеёк по центру русла. На зиму водохранилища часто промерзают, за исключением узкого потока посередине. Обитающие здесь утки, лысухи и водяные курочки зимуют на этих незамерзающих участках с более сильным течением. В тёплое время года ловится рыба — в основном краснопёрка.

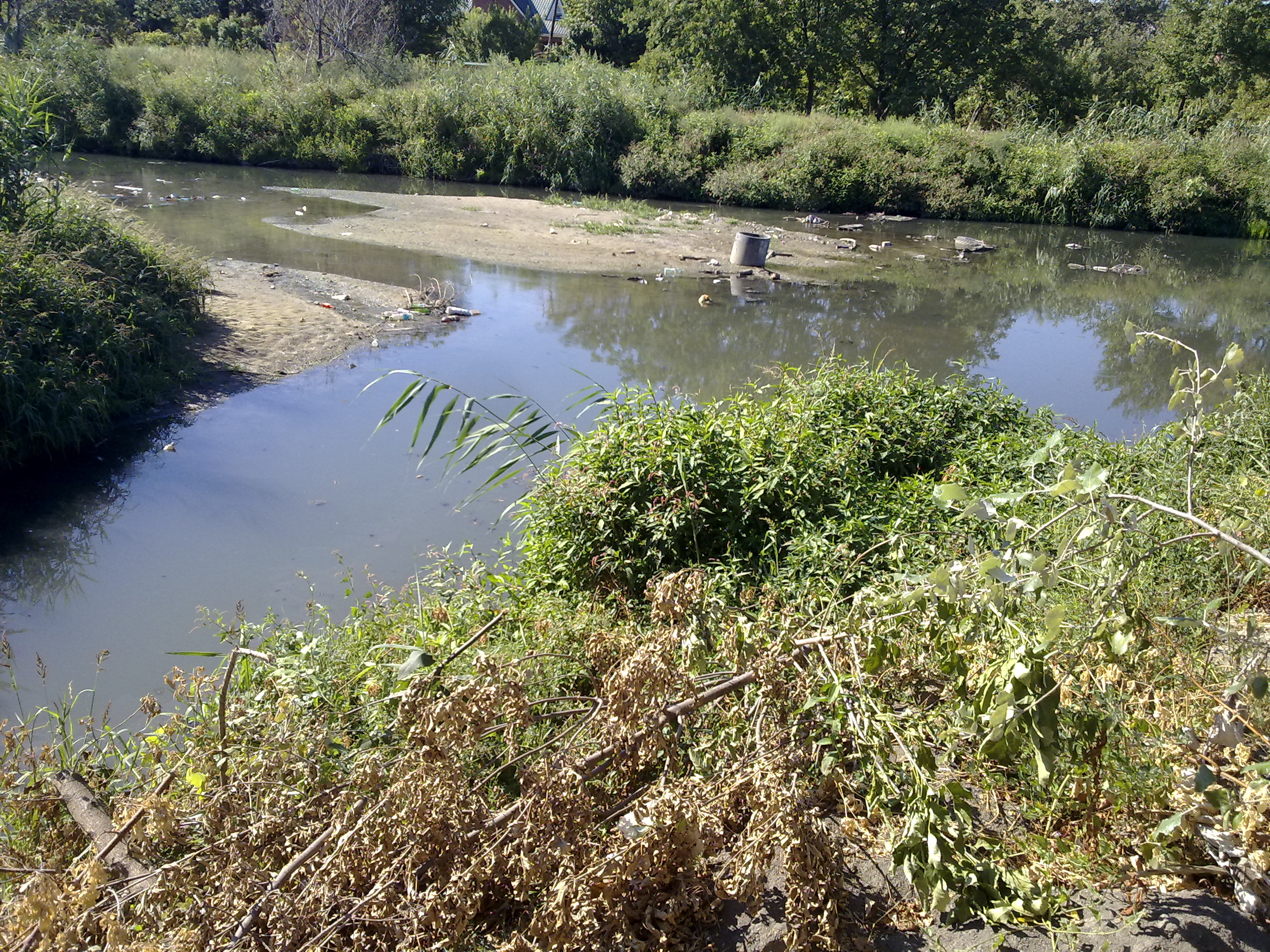
Устье Безымянного ручья в 2010 году

После дамбы по ул. Бодрой река имеет вид ручья, протекающего по ложбине между кварталами частного сектора. В этом месте Камышеваха сливается с Темерником.

## Экологическая ситуация
В 2000 году о состоянии реки отзывались так:
Река на 90 % состоит из сточных вод, попросту являясь сточной канавой. Она не только издает неприятный запах, но и несет в себе угрозу жизни и здоровью людей.
В 2005 году правительство области обратило внимание на чрезмерную загрязнённость реки.

## Галерея

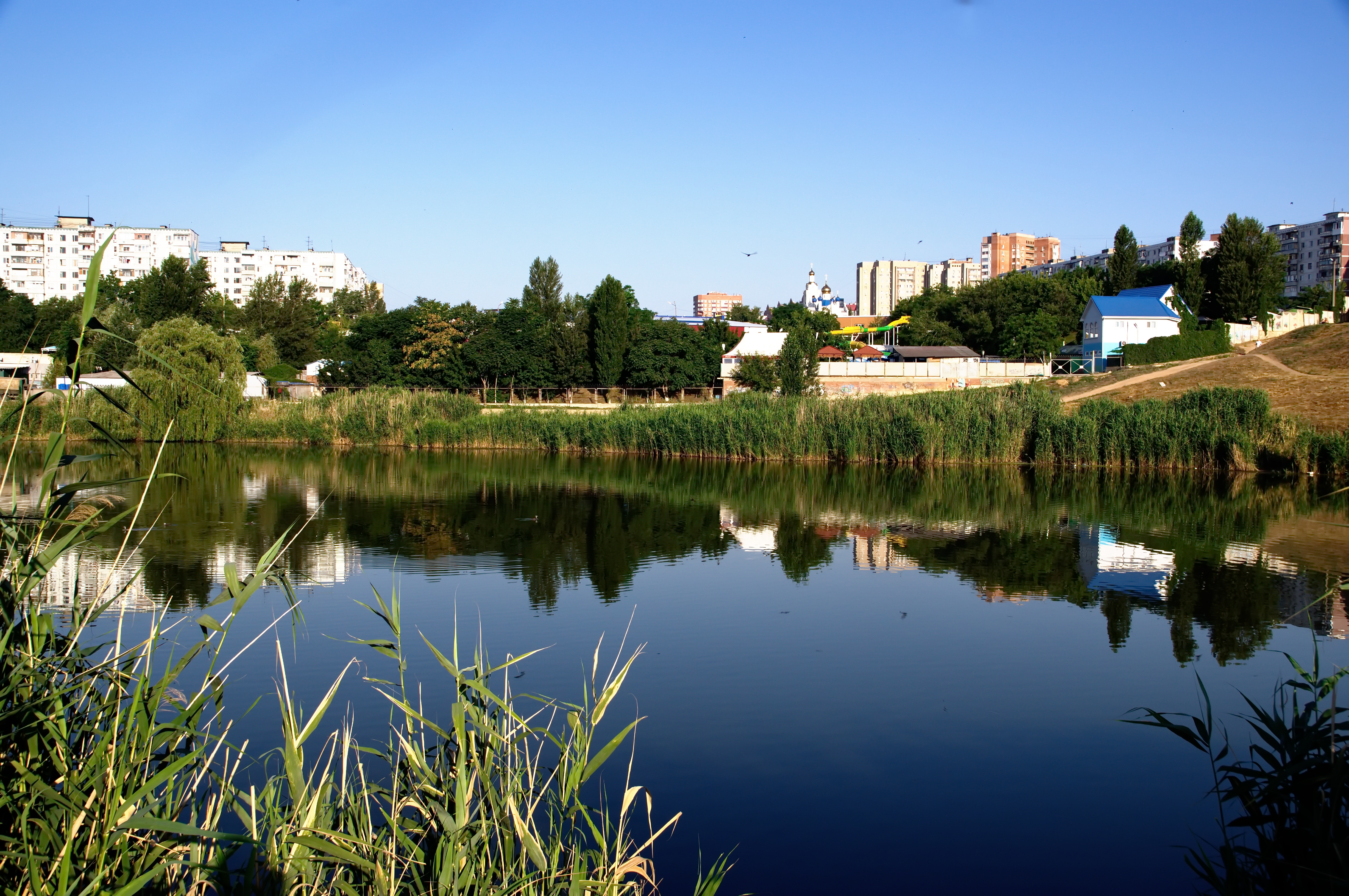
Река Темерник
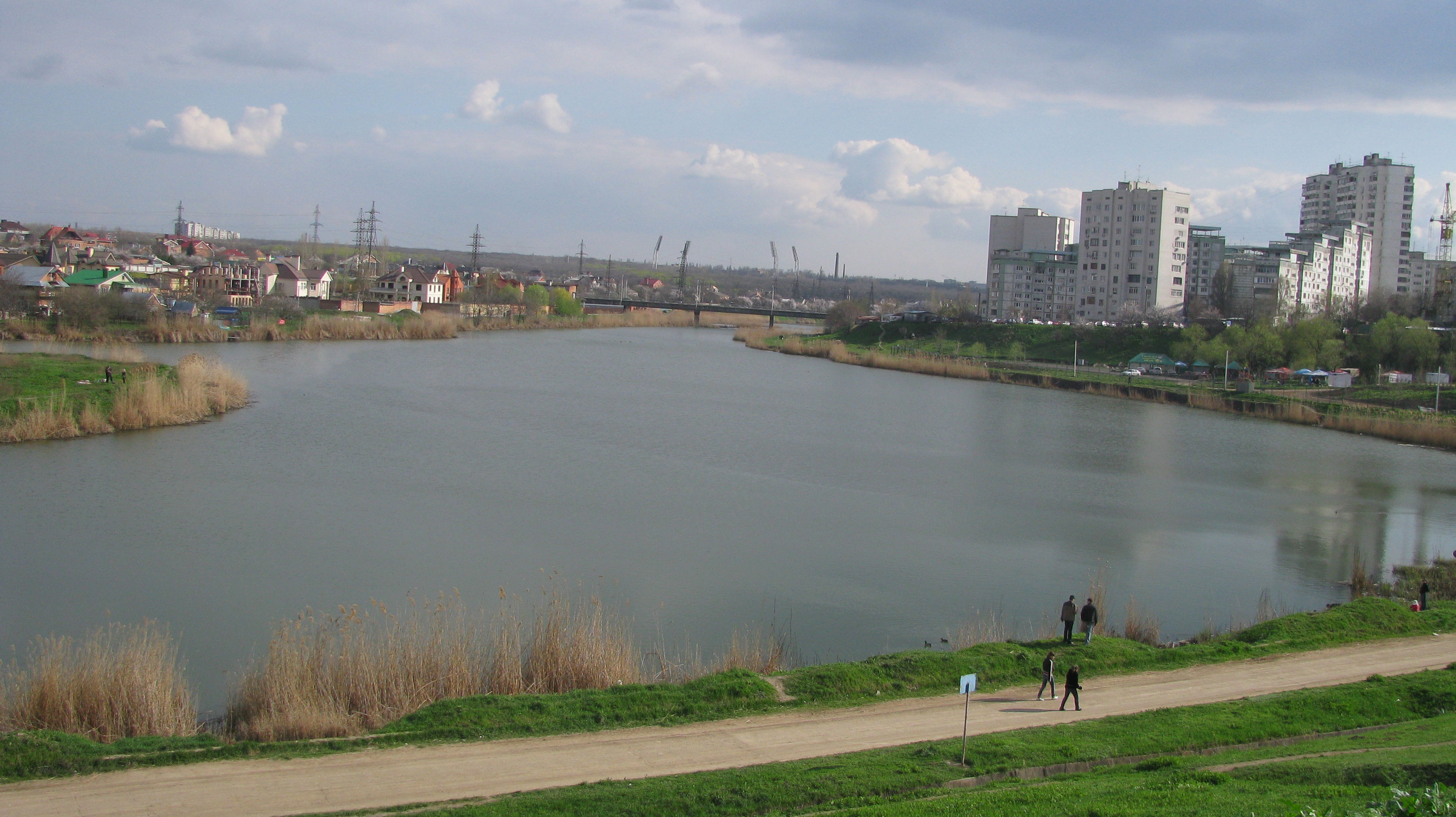
Северное водохранилище
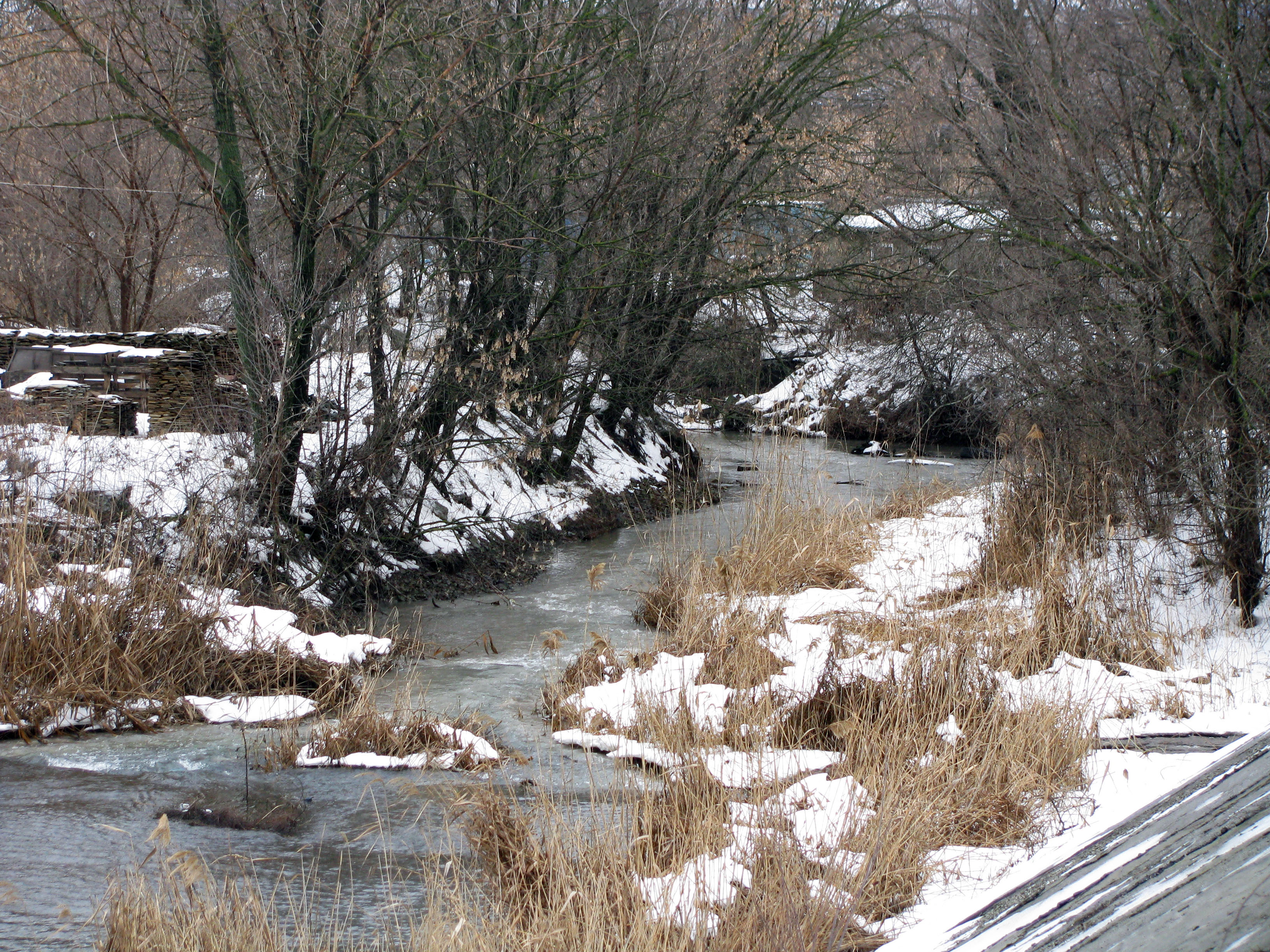
Вдоль переулка Пчелиный
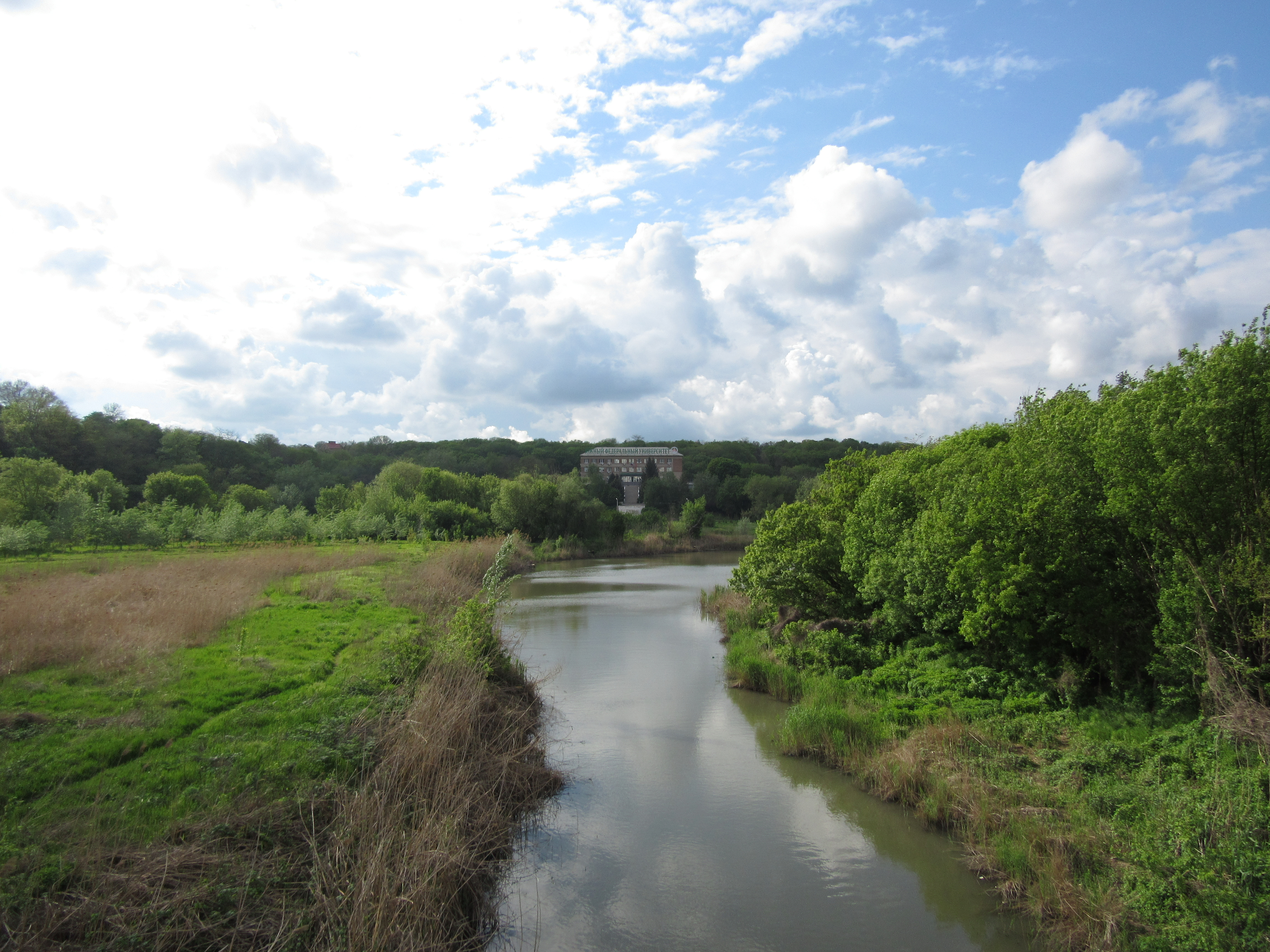
Около пригородного вокзала
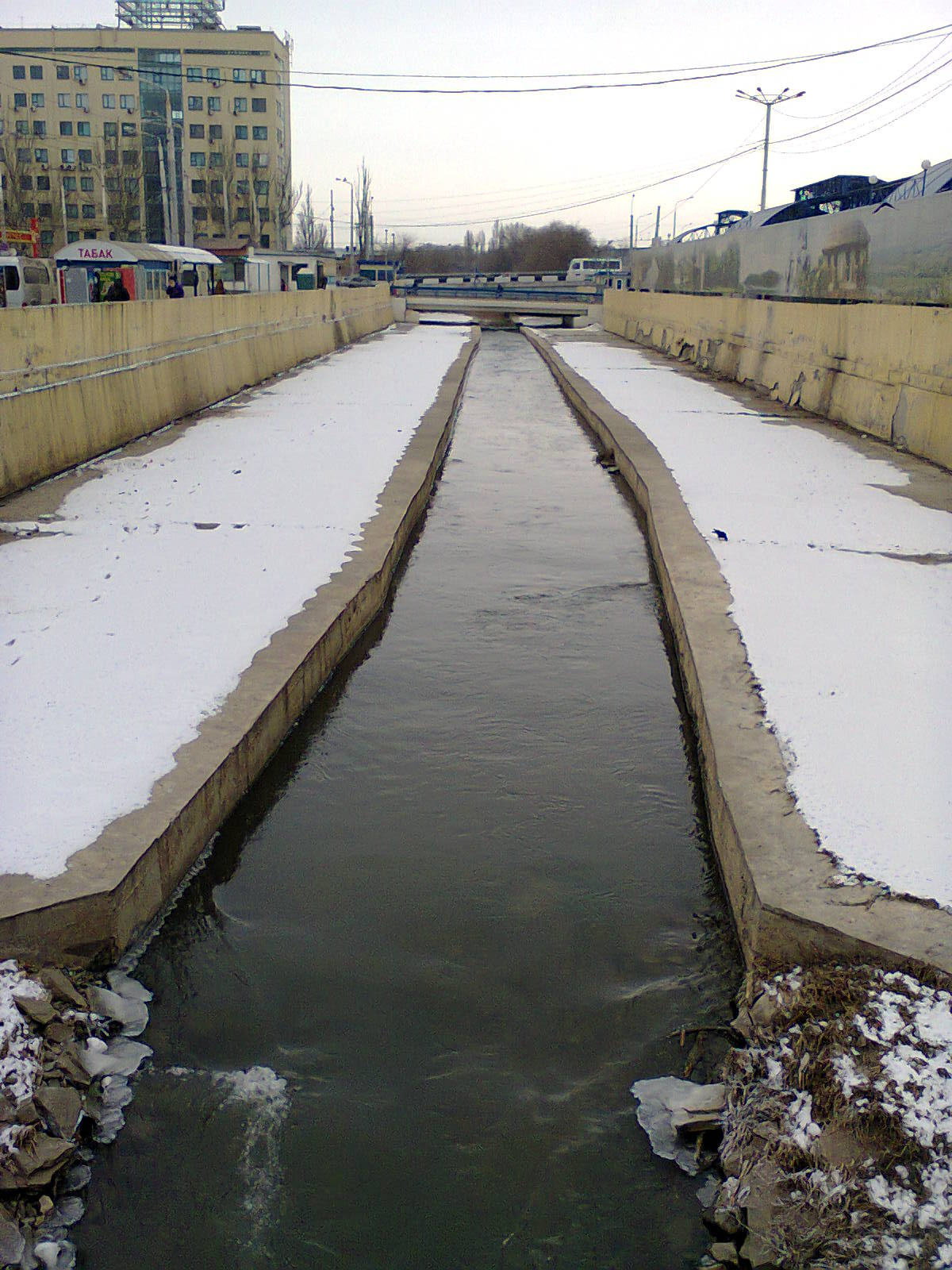
Бетонные берега реки возле автовокзала
Река при впадении в Дон